# Montclar-Lauragais

Montclar-Lauragais este o comună în departamentul Haute-Garonne din sudul Franței. În 2009 avea o populație de 201 de locuitori.

## Evoluția populației
| An        | 1975 | 1982 | 1990 | 1999 | 2006 | 2009 |
| --------- | ---- | ---- | ---- | ---- | ---- | ---- |
| Populație | 85   | 92   | 109  | 139  | 202  | 201  |